# West Blackdene
West Blackdene är en by i civil parish Stanhope, i kommunen Durham i grevskapet Durham i England. Byn är belägen 13 km från Stanhope. Orten har 37 invånare (2001).